# Ніко Юнайтед
Спортивний клуб БКЛ Ніко Юнайтед або просто «Ніко Юнайтед» (англ. BCL Nico United Sporting Club) — ботсванський футбольний клуб з міста Селебі-Пхікве.

## Історія
Футбольний клуб «Ніко Юнайтед» був створений в 1969 році як аматорський колектив, в якому грали у вільний від роботи час шахтарі, які працювали на шахтарську компанію «BCL». Серед засновників клубу були Бофело Маяга та Захарія Нсатсі. Навіть своє прізвисько Majombolo клуб отримав від назви робочого інструменту, який використовують шахтарі у своїй роботі. У 1978 році команда отримала професійний статус. Тривалий час команда не могла виграти будь-який національний трофей, допоки в 1986 році «Ніко Юнайтед» не перемогли у Лайонз Кап. Тривалий час команда не могла увійти до вісімки найкращих футбольних клубів Прем'єр-ліги. Команда повернувся до Прем'єр-ліги в сезоні 2004/05 років, після того як провела сезон 2003/04 років у Північній зоні Першого дивізіону національного чемпіонату. Найкращим досягненням клубу в Прем'єр-лізі було 4-те місце, яке команда посіла за підсумками сезону 2007/2008 років.
Клуб водить до числа декількох команд, які мають спонсора. Протягом тривалого часу генеральним спонсором клубу була шахтарська компанія «BCL».
Клуб в основному комплектується молодими гравцями, які роблять лише перші кроки у своїх професійних кар'єрах. Тривале спонсорство клубу шахтарською компанією створили стабільні та сприятливі умови для розвитку клубу, що в свою чергу допомагало утримувати провідних футболістів у команді.

## Досягнення
- Кубок виклику Футбольної асоціації Ботсвани
  -  Володар (2): 1986, 1987

## Стадіон
«Ніко Юнайтед» мають у своїй власності невеликий стадіон, на якому ще декілька сезонів тому проводили свої домашні матчі в національному чемпіонаті. Після введення в експлуатацію стадіону «Селібе Фікве Кансил» клуб почав проводити свої домашні матчі на цьому стадіоні.